# مؤشر نوتنغهام المنذر
مؤشر نوتنغهام المنذر(NPI) يستخدم لتحديد التشخيص بعد الجراحة لسرطان الثدي. ويتم حساب قيمته باستخدام ثلاث معايير مرضية: حجم الجرح وعدد العقد الليمفاوية المعنية ودرجة الورم.